# 集団行動 (バンド)
集団行動（しゅうだんこうどう）は、2017年に結成された日本のバンド。所属レーベルはビクターエンタテインメント系列のCONNECTONE。

## 概要
2012年6月に相対性理論を離脱した真部脩一と西浦謙助が、女性アイドルオーディション「ミスiD2016」ファイナリストの齋藤里菜をボーカルに迎えて2017年に結成。
真部にとって、主導的にバンドを結成するのは2006年の相対性理論以来、約10年ぶりで2回目のこと。また真部にとっても西浦にとっても、自身のバンドがメジャーレーベルに所属するのは集団行動が初めて。
メンバー編成が間に合わなかったためにデビュー後もオフィシャルサイトでメンバーを一般公募。応募資格は年齢や性別、プロ・アマを問わず「集団行動のできる方に限ります」としている 。
バンド名は「まだバンドになっていない、ただの集団行動だ」という真部のバンド結成時の印象から名付けられた。

## 略歴
バンドを組んで音楽をやってみたいと思った真部がフロントマン探しを始め、結成までに3年ほどが経過する。その間に友人で進行方向別通行区分、相対性理論、アゼル&バイジャンなどいくつものグループで行動をともにする西浦が合流する。
2016年2月より楽曲制作を開始。3月にボーカルオーディションを受けた斎藤にバンドへの加入をオファー。
2017年、バンドが正式に始動。4月に東京・TSUTAYA O-EASTで行われたイベントにてお披露目ライブを行い、6月にビクターエンタテインメント内のレーベル・CONNECTONEより、メジャーデビューアルバム『集団行動』をリリース。
2018年2月、2ndアルバム『充分未来』をリリース 。
2019年4月、3rdアルバム『SUPER MUSIC』をリリース。
2021年1月1日、集団での制作活動の困難を理由に、当面の活動停止を発表。

## メンバー
齋藤 里菜（さいとう りな、1994年4月14日（31歳）生まれ、163cm）
ボーカル、ギター担当。
小学3年生から20歳までバレーボールに打ち込む少女時代を過ごす。中学3年で選抜チームに選ばれ、全国大会（JOCジュニアオリンピックカップ）に出場。
体育教師になるため東京の大学に進学し、体育学部で救急救命士の学科に通う。体育の教員免許と救急救命士の資格を所有。
2015年、女性アイドルオーディション「ミスiD 2016」に応募し、応募者約4,000名の中からファイナリストに進出。2次審査に同席した真部の目に留まる。
2016年3月、大学の実習の合間に集団行動のボーカルオーディションを受ける。
もともと音楽には興味がなく、バンド加入前には音源はCD2枚（テイラー・スウィフトと西内まりや）しか持っていなかった。
アクセサリー作りが趣味で、ミスiDのオーディション時にも自作のアクセサリーを身につけていたほか、ツアー「起承転」の齋藤里菜プロデュース回「転」ではライブ会場限定でハンドメイドのピアスを販売した。
真部 脩一（まべ しゅういち）
ギター、ボーカル担当。バンドのリーダー。
進行方向別通行区分、Vampilliaのメンバー。
2006年、相対性理論を結成し、コンポーザー・ベーシストとして活動。活動初期におけるメインコンポーザーだった。
2012年に脱退した後は、さまざまなアーティストのプロデュースやバンド活動で、ポップマエストロと呼ばれる。
集団行動の1stアルバムでは収録曲すべての作詞・作曲・編曲を担当。またレコーディングではメンバーが揃っていなかったため、ギター以外にベースとキーボードも演奏している。
西浦 謙助（にしうら けんすけ）
ドラムス担当。
進行方向別通行区分、mezcolanza（メスコランサ） 、誰でもエスパー のメンバー。元相対性理論。
真部とは大学時代に結成した進行方向別通行区分からの付き合いで、真部の先輩にあたる。
ミッチー（みっちー）
ベース担当。
Vampillia、VMOのメンバー。
集団行動の初ライブにおいて対バン相手として集団行動を知り、2回目のライブ以降サポートメンバー・MCとしてライブに参加。
2018年8月にベーシストとして正式加入。
配信シングルのティーチャー？、クライム・サスペンス、ザ・クレーターのジャケットイラストを担当。

## 作品

### シングル
|     | 発売日               | タイトル             | 規格品番            | 収録曲                                                                 | 備考                                                    |
| --- | -------------------- | -------------------- | ------------------- | ---------------------------------------------------------------------- | ------------------------------------------------------- |
| 1st | 2018年8月8日(配信版) | ティーチャー？       | NCS-936(シングルCD) | 1. ティーチャー？ 2. ティーチャー？(to the future入り)(シングルCDのみ) | 配信限定シングル WIZYにてサポーター限定でシングルCD発売 |
| 2nd | 2018年10月3日        | クライム・サスペンス |                     | 1. クライム・サスペンス                                                | 配信限定シングル                                        |
| 3rd | 2019年1月30日        | ザ・クレーター       |                     | 1. ザ・クレーター                                                      | 配信限定シングル                                        |
| 4th | 2019年9月25日        | ガールトーク         |                     | 1. ガールトーク                                                        | 配信限定シングル （3ヶ月連続リリース第1弾）             |
| 5th | 2019年10月23日       | キューティクル       |                     | 1. キューティクル                                                      | 配信限定シングル （3ヶ月連続リリース第2弾）             |
| 6th | 2019年11月20日       | マジックテープ       |                     | 1. マジックテープ                                                      | 配信限定シングル （3ヶ月連続リリース第3弾）             |

## ミュージックビデオ
| 曲名                           |
| 「ホーミング・ユー」           |
| 「バックシート・フェアウェル」 |
| 「充分未来」                   |
| 「鳴り止まない」               |
| 「クライム・サスペンス」       |
| 「ティーチャー？」             |
| 「ザ・クレーター」             |
| 「1999」                       |
| 「ガールトーク」               |

## 主なライブ

### ワンマンライブ・主催イベント
| 年   | タイトル                                           | |
| ---- | -------------------------------------------------- | --- |
| 2017 | 集団行動                                           | 9月13日-渋谷WWW |
| 2018 | 集団行動の会談公演                                 | 2月7日-渋谷CLUB QUATTRO（w/Awesome City Club） |
| 2018 | 充分未来ツアー                                     | 3月16日-大阪Music Club JANUS 3月22日-渋谷WWW X |
| 2018 | 集団行動×SHE IS SUMMER 東名阪ツアー「避暑²トーク」 | 8月15日-名古屋CLUB UPSET 8月16日-大阪ROCK TOWN 8月23日-渋谷WWW                                                                                                   |
| 2018 | Sit down, please                                   | 11月20日-Mt.RAINIER HALL 渋谷 PLEASURE PLEASURE |
| 2019 | SUPER MUSIC TOUR -SUPER編-                         | 2月2日-心斎橋Music Club JANUS （w/DADARAY） 2月11日-代官山UNIT（w/DADARAY）                                                                                      |
| 2019 | SUPER MUSIC TOUR -MUSIC編-                         | 4月18日-名古屋CLUB UPSET（O.A/フォークデュオ） 4月19日-大阪Music Club JANUS（O.A/フォークデュオ） 4月28日-渋谷WWW X（O.A/フォークデュオ）                        |
| 2019 | 起承転                                             | 9月29日-SHIBUYA O-nest（ミッチープロデュース「起」） 10月27日-SHIBUYA O-nest（西浦謙助プロデュース「承」） 11月24日-SHIBUYA O-nest（齋藤里菜プロデュース「転」） |
| 2020 | POP MAGIC vol.1                                    | 2月28日-渋谷LUSH |